# Christiansburg (Virginia)
Christiansburg város az USA Virginia államában. Lakosainak száma 23 348 fő (2020. április 1.).

## Népesség
A település népességének változása:

| 2010 | 21 041 |
| 2020 | 23 348 |